# Elbogener Kreis

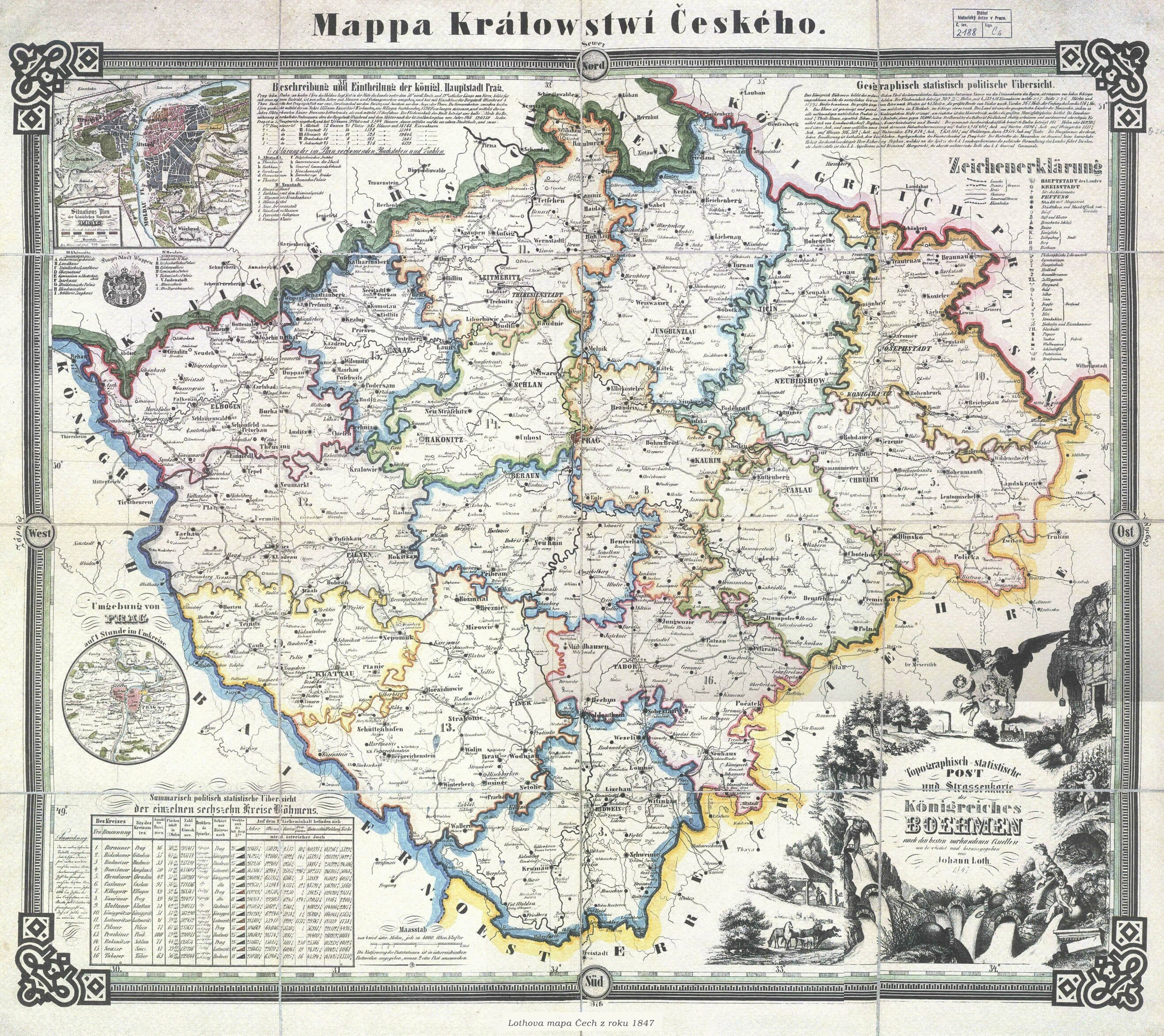
Böhmische Kreise 1847

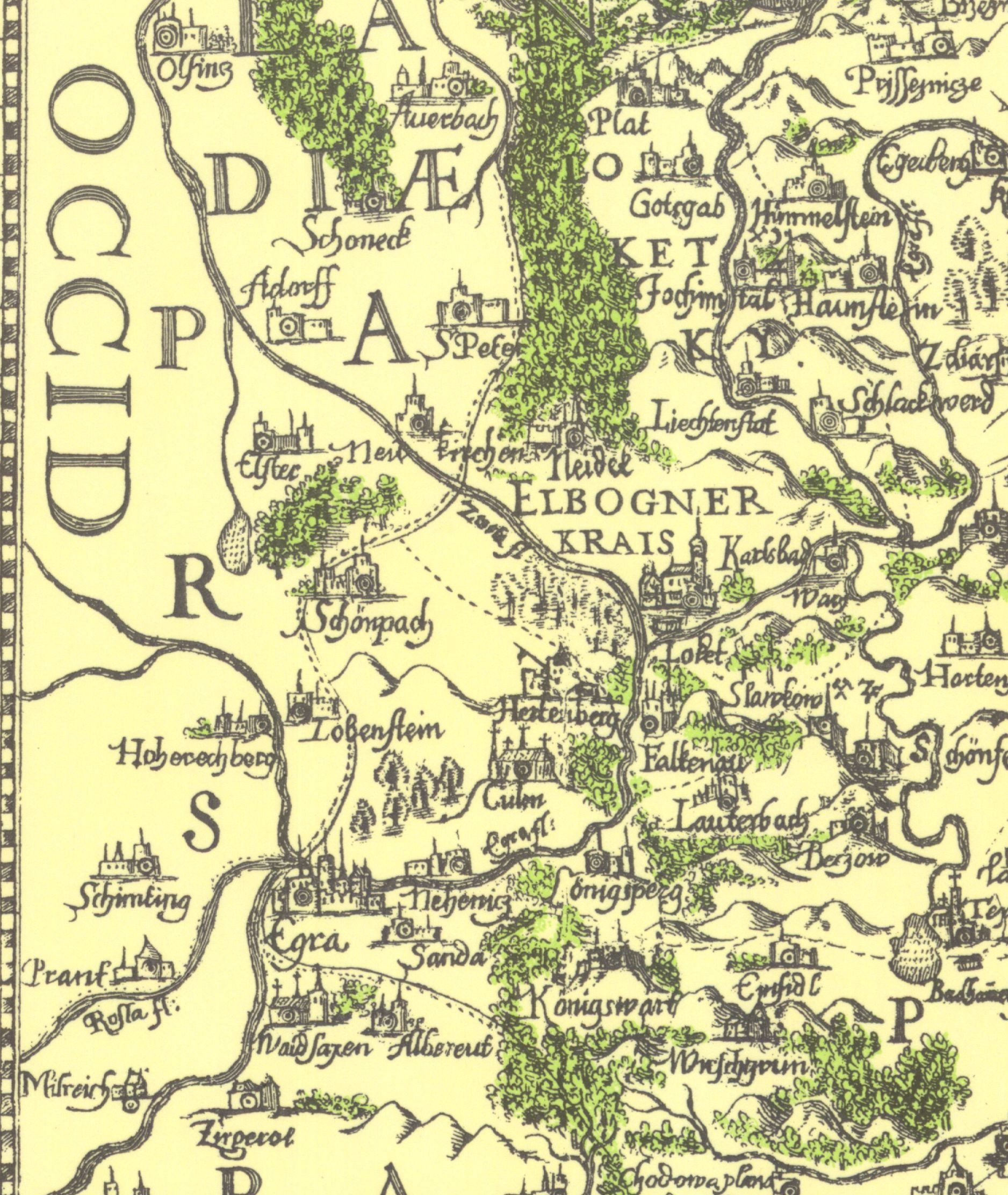
Karte von 1619

Der Elbogener Kreis (tschechisch Loketský kraj) war ein Verwaltungsbezirk im Nordwesten Böhmens. Der Verwaltungssitz war auf der Burg Elbogen bzw. der Stadt Elbogen.

## Geschichte
Der Elbogener Kreis existierte ab dem 14. Jahrhundert bis 1848 und war der westlichste altböhmischen Kreise. Von 1714 bis 1751 wurde der Elbogener Kreis zeitweilig dem östlich angrenzenden Saatzer Kreis (Žatecký kraj) mit Sitz in Saaz zugeschlagen. 1849 wurde er als „Egerer Kreis“ mit Sitz in Eger (Cheb) neu organisiert. Mit den Verwaltungsreformen nach 1848 fungierten die Kreise nur mehr als Aufsichtsbehörden und wurden 1867 durch das feingliedrigere System der Politischen Bezirke ersetzt (siehe Liste der Bezirke in Böhmen).
Die Grafen Schlick (Hauptlinien waren die von Elbogen, Falkenau und Schlackenwerth) besaßen den Elbogener Kreis fast ganz und vom Saatzer Kreis einen großen Teil. So gab es ein in den wichtigsten Interessen geeinigtes „Schlicksches Land“, das nahezu unabhängig von der Krone Böhmen war.

## Geographie
Zum Kreis gehörten Abertham, Bleistadt, Chiesch, Duppau, Gottesgab, Graslitz, Joachimsthal, Karlsbad, Königsberg an der Eger, Kulm, Neudek, Lichtenstadt, Petschau, Platten, Schlackenwerth, Schlaggenwald, Schönbach, Schönfeld, Theusing.

## Kreishauptmänner
Kreishauptmann zu Beginn des 16. Jahrhunderts war Wilhelm Pergler von Perglas, Herr auf Schaben. Der königliche Landesrichter Nikolaus Stolz von Simsdorf war Anfang des 17. Jahrhunderts Kreishauptmann.